# Tenor
Tenor je najviši muški glas u modalnom registru, tj. vokalni registar najčešće korišten u pjevanju i govorenju. Nalazi se iznad baritona. Tipični tenor glas ima raspon od C-a jednu oktavu ispod srednjeg C-a (261,6 Hz) do C-a jednu oktavu iznad srednjeg C-a (523,2 Hz). Riječ "tenor" dolazi od latinske riječi tenere, što znači "držati".
U zbornoj glazbi, tenor je treći najviši glas, iznad basa i ispod alta i soprana. S obzirom na to da je pravi tenorski glas rijetak, ponekad viši baritoni ili niže alte pjevaju tenorsku ulogu.

## U operi
Ima više vrsta tenora. U klasičnoj glazbi, tenorski glas je ordeđen po vokalnom rasponu, vokalnoj boji, vokalnoj težini, tesituri (raspon gdje je glas najprirodniji i najlakše proizvesti), vokalnoj rezonanci, i mjesta izmjene u glasu (passaggio). Ove razne osobine su upotrebljene u ocijenjivanju vrste svakog vokalnog raspona, ne samo tenora.